# Black-ish
Black-ish (stilizzato blackish) è una sitcom statunitense ideata da Kenya Barris, e andata in onda dal 24 settembre 2014 al 19 aprile 2022 su ABC, per un totale di otto stagioni e 175 episodi.
In Italia, la serie ha debuttato dal 10 settembre 2018 su Italia 1, mentre dalla sesta stagione viene distribuita dalla piattaforma Disney+.

## Trama
Una famiglia afro-americana affronta in chiave comica i vari problemi presenti nella comunità nera ed il rapporto che questa ha verso la società americana, nell'ambito del governo, della società, dei pregiudizi della polizia, dei vicini e colleghi, dei rapporti interrazziali e dei telegiornali, spesso in chiave provocatoria e cinica.

## Episodi
| Stagione         | Episodi | Prima TV USA | Prima TV Italia |
| ---------------- | ------- | ------------ | --------------- |
| Prima stagione   | 24      | 2014-2015    | 2018            |
| Seconda stagione | 24      | 2015-2016    | 2018            |
| Terza stagione   | 24      | 2016-2017    | 2018            |
| Quarta stagione  | 23      | 2017-2018    | 2018-2019       |
| Quinta stagione  | 23      | 2018-2019    | 2020            |
| Sesta stagione   | 23      | 2019-2020    | 2021            |
| Settima stagione | 21      | 2020-2021    | 2022            |
| Ottava stagione  | 13      | 2022         | 2022            |

### Speciale
| Stagione       | Titolo    | Prima TV USA  | Ascolti USA |
| -------------- | --------- | ------------- | ----------- |
| Prima stagione | Bloop-ish | 11 marzo 2015 | 4.59        |

## Personaggi e interpreti

### Personaggi principali
- Andre "Dre" Johnson Sr. (stagioni 1-8), interpretato da Anthony Anderson, doppiato da Fabrizio Vidale
- Dr. Rainbow "Bow" Johnson (stagioni 1-8), interpretata da Tracee Ellis Ross, doppiata da Tiziana Avarista
- Zoey Johnson (stagioni 1-3, ricorrente 4-8), interpretata da Yara Shahidi, doppiata da Sara Labidi
- Andre Johnson Jr. (stagioni 1-8), interpretato da Marcus Scribner, doppiato da Leonardo Della Bianca
- Jack Johnson (stagioni 1-8), interpretato da Miles Brown, doppiato da Simone Baldini
- Diane Johnson (stagioni 1-8), interpretata da Marsai Martin, doppiata da Beatrice Baldini
- Josh Oppenhol (stagione 2, ricorrente 1, 3-8), interpretato da Jeff Meacham, doppiato da Oreste Baldini
- Ruby Johnson[11] (stagioni 2-in corso, ricorrente 1), interpretata da Jenifer Lewis, doppiata da Cinzia De Carolis
- Leslie Stevens (stagioni 3-8, ricorrente 1-2), interpretato da Peter Mackenzie, doppiato da Paolo Buglioni
- Charlie Telphy (stagioni 4-8, ricorrente 1-3), interpretato da Deon Cole, doppiato da Franco Mannella

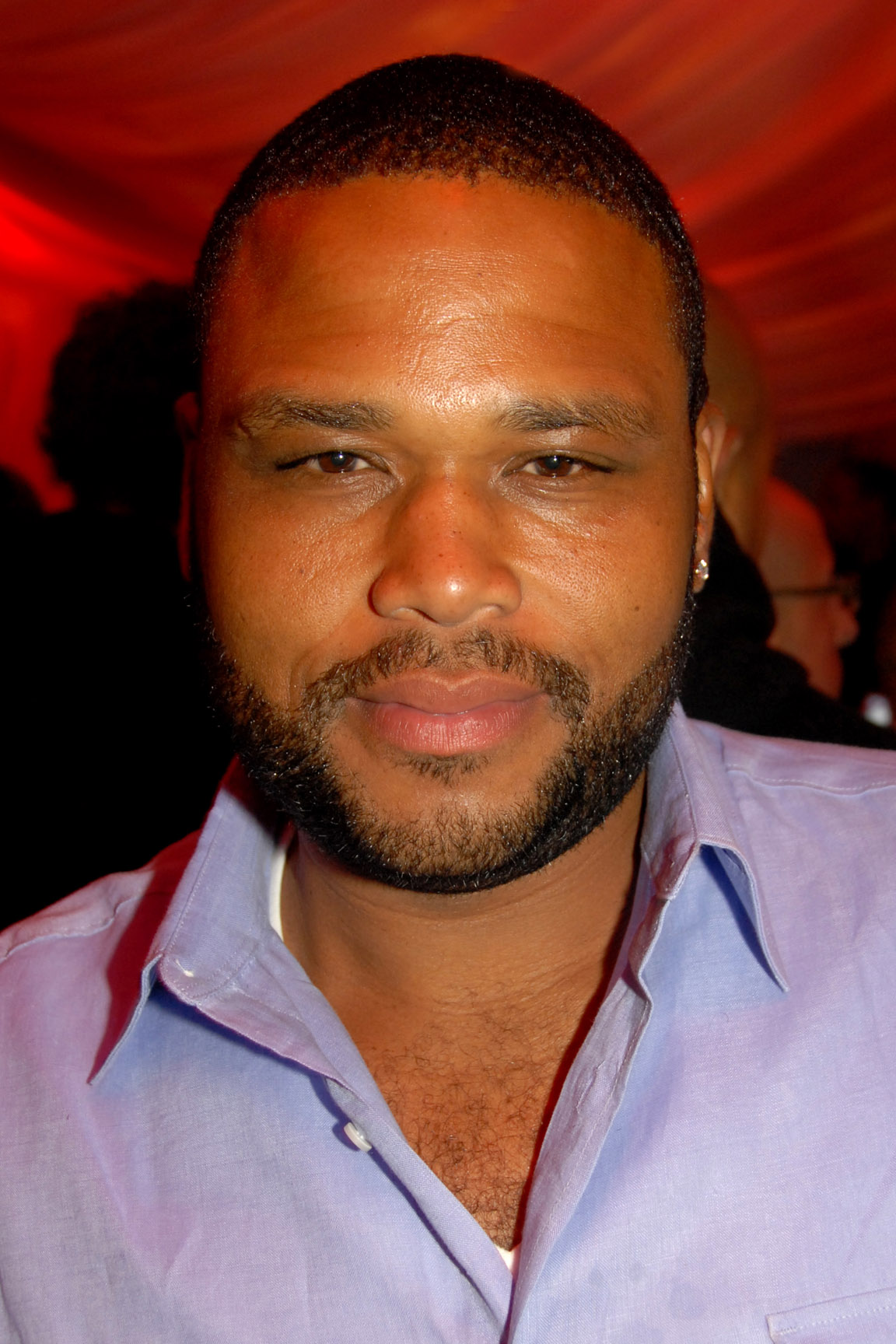
Anthony Anderson
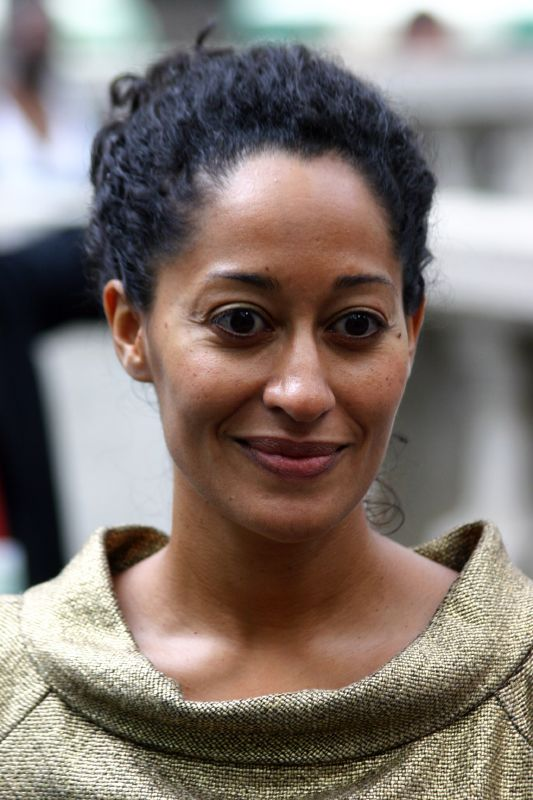
Tracee Ellis Ross
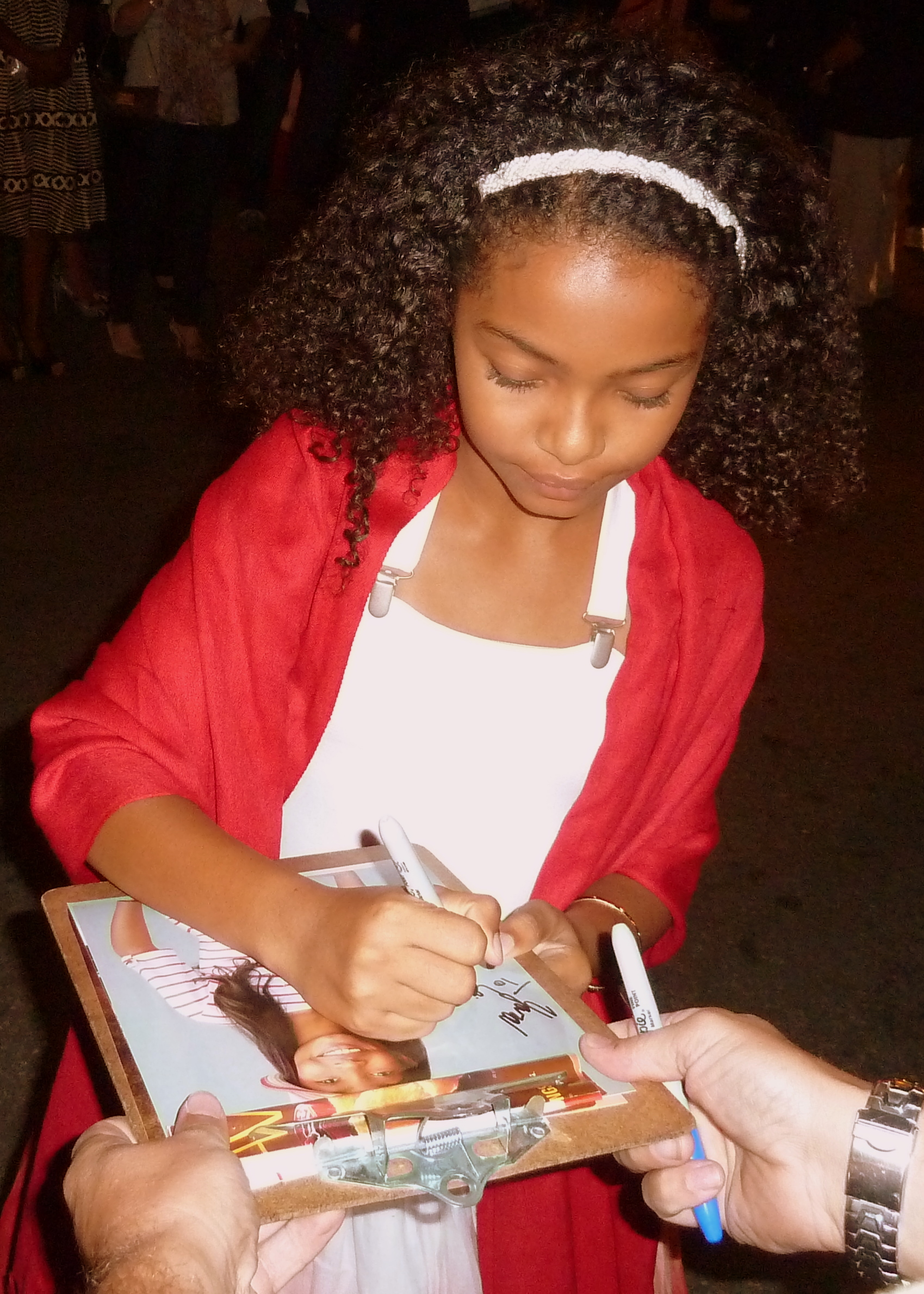
Yara Shahidi

### Personaggi ricorrenti
- Earl "Pops" Johnson[12][13][14], interpretato da Laurence Fishburne, doppiato da Massimo Corvo
- Rhonda Johnson, interpretata da Raven-Symoné, doppiata da Domitilla D'Amico
- Lucy, interpretata da Catherine Reitman, doppiata da Angela Brusa
- Kris, interpretato da Jacob Kemp, doppiato da Gabriele Lopez
- Daphne Lido, interpretato da Wanda Sykes, doppiata da Emanuela Baroni
- Curtis Miller Jr., interpretato da Allen Maldonado, doppiato da Manuel Meli
- Sharon Duckworth, interpretata da Elle Young, doppiata da Ughetta d'Onorascenzo
- Vivian, interpretata da Regina Hall, doppiata da Chiara Colizzi
- Johan Johnson, interpretato da Daveed Diggs, doppiato da Enrico Chirico
- Connor Stevens, interpretato da Nelson Franklin, doppiato da Luca Baldini
- Rachel, interpretata da Diane Farr, doppiata da Sabrina Duranti
- Gigi Franklin, interpretata da Tyra Banks, doppiata da Antonella Baldini
- Sha, interpretato da Faizon Love, doppiato da Stefano Alessandroni
- Janine, interpretata da Nicole Sullivan, doppiata da Francesca Fiorentini
- Santamonica, interpretata da Rashida Jones, doppiata da Perla Liberatori
- Aaron, interpretato da Trevor Jackson, doppiato da Emanuele Ruzza
- Dre bambino, interpretato da Issac Ryan Brown, doppiato da Alessandro Carloni
- Megan, interpretata da Annelise Grace, doppiata da Emanuela Ionica

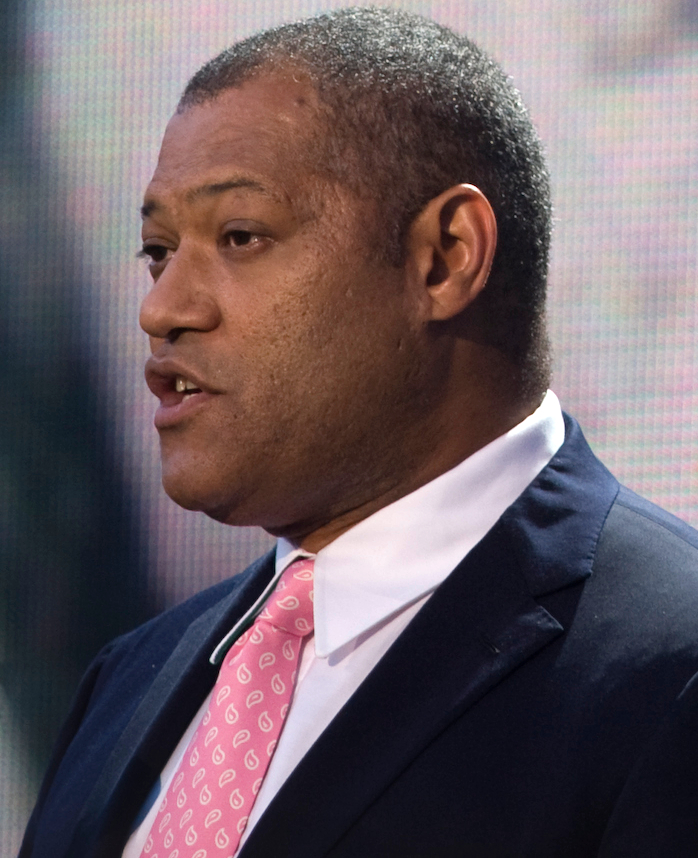
Laurence Fishburne
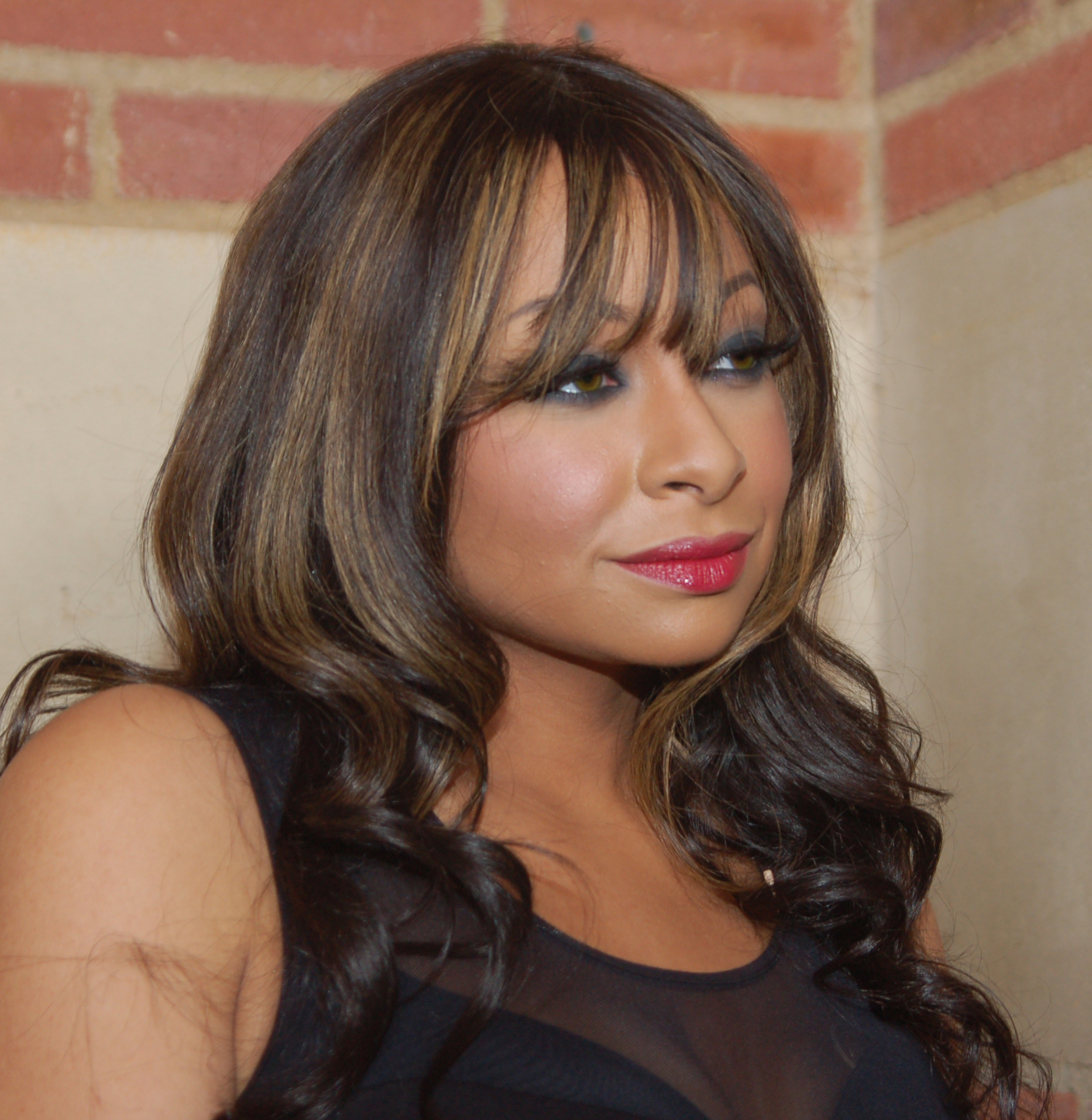
Raven-Symoné
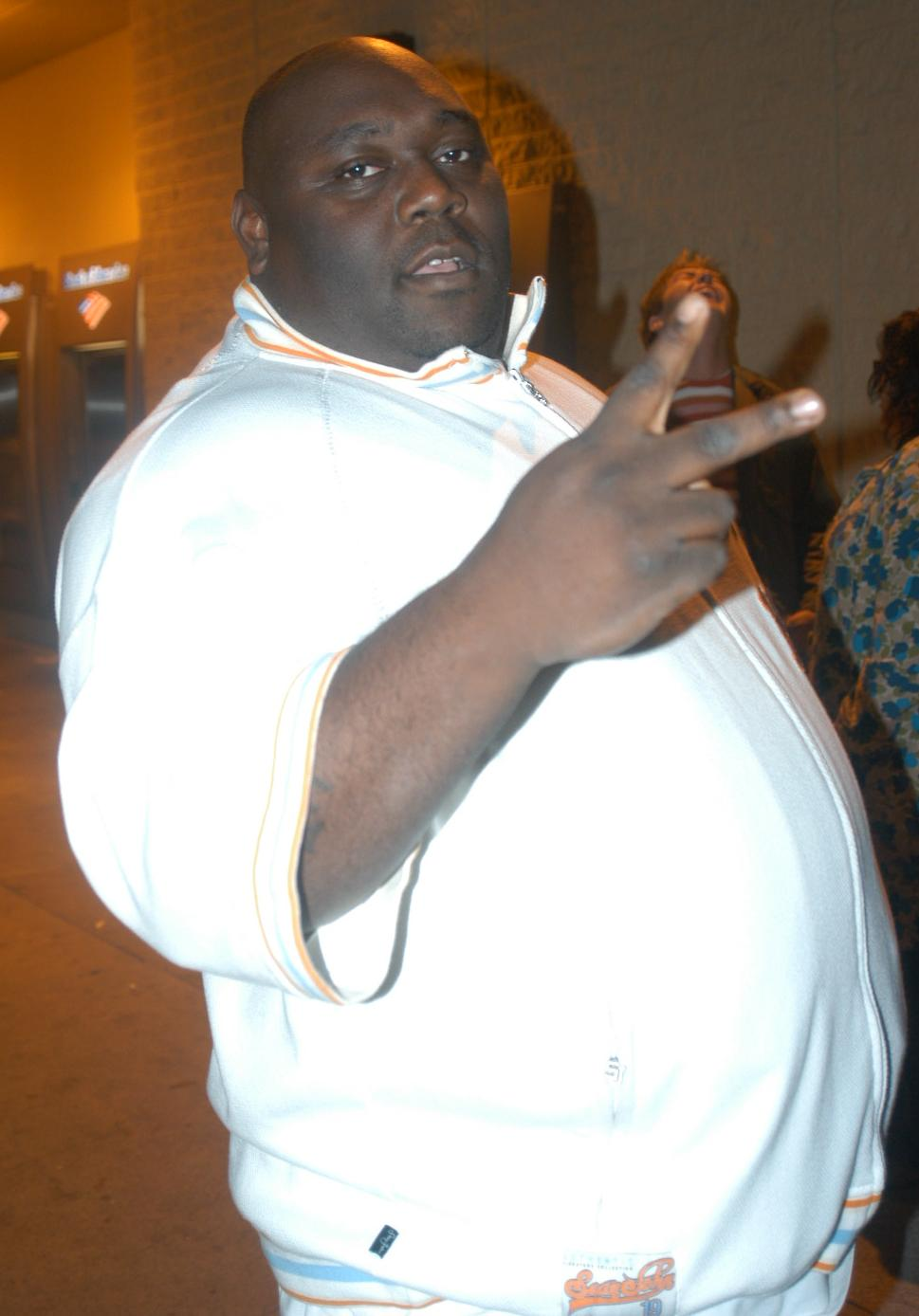
Faizon Love
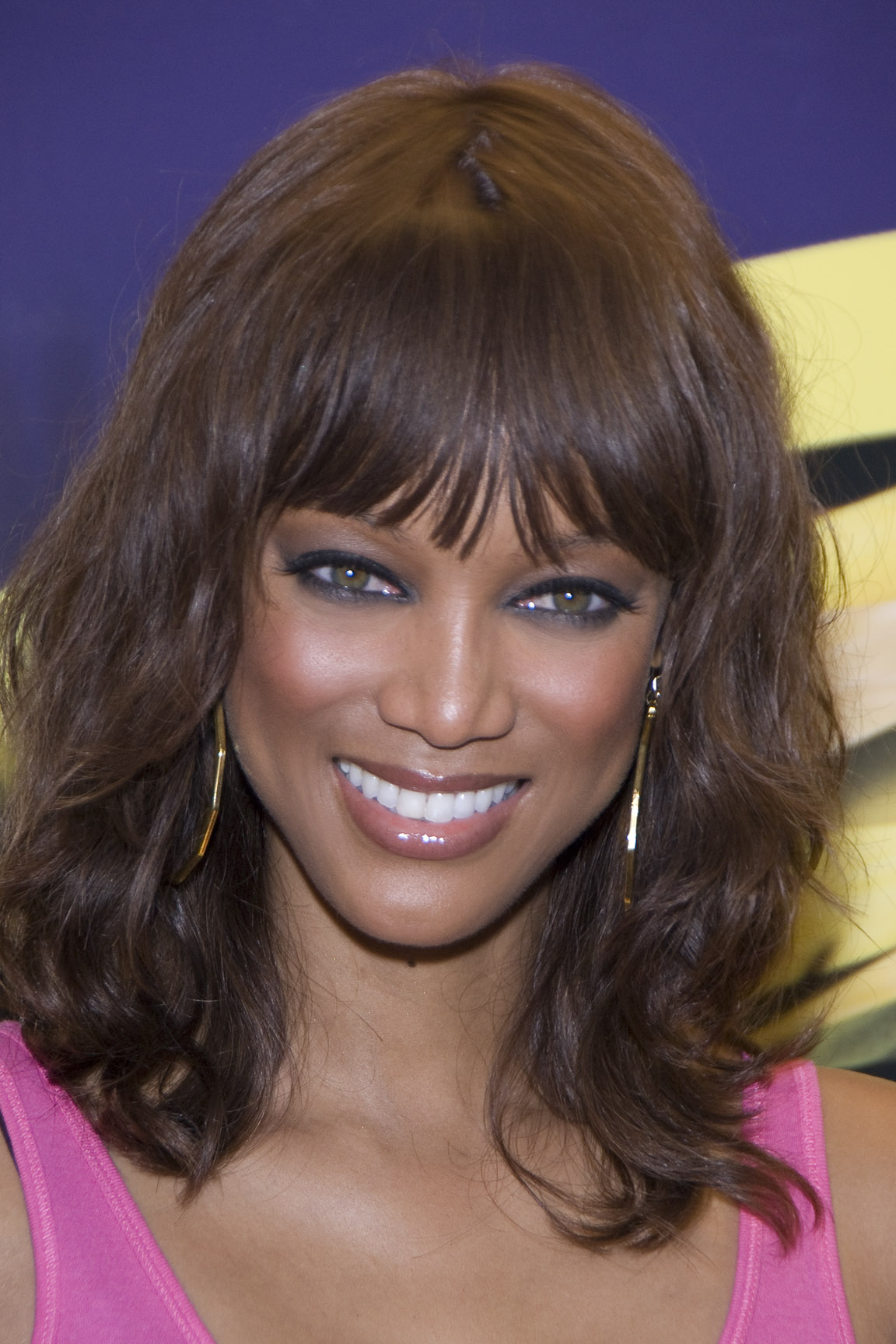
Tyra Banks
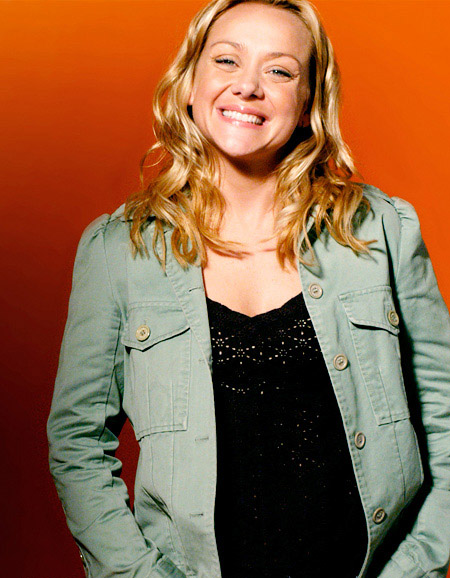
Nicole Sullivan
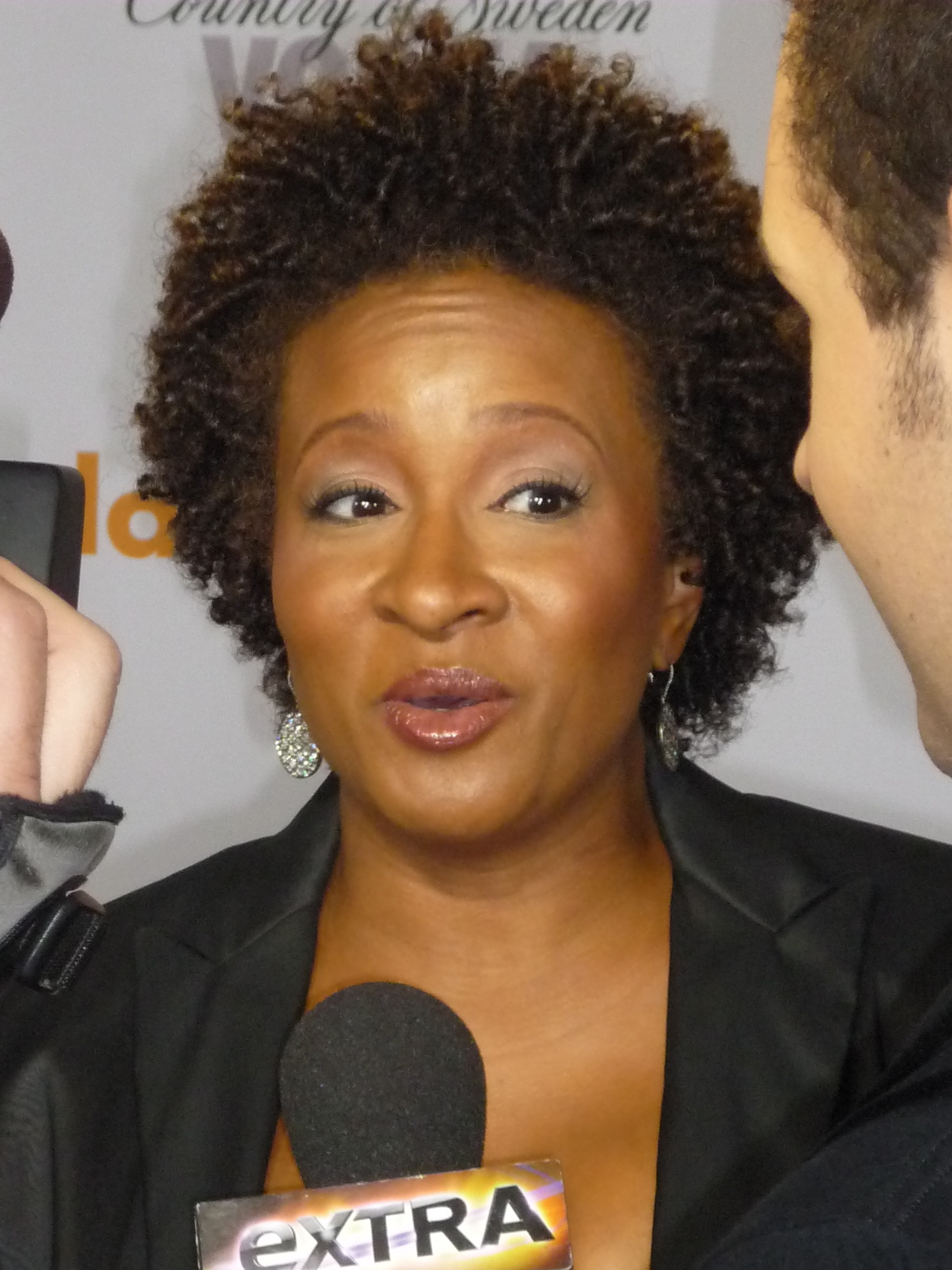
Wanda Sykes
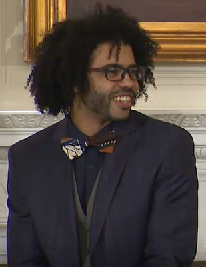
Daveed Diggs
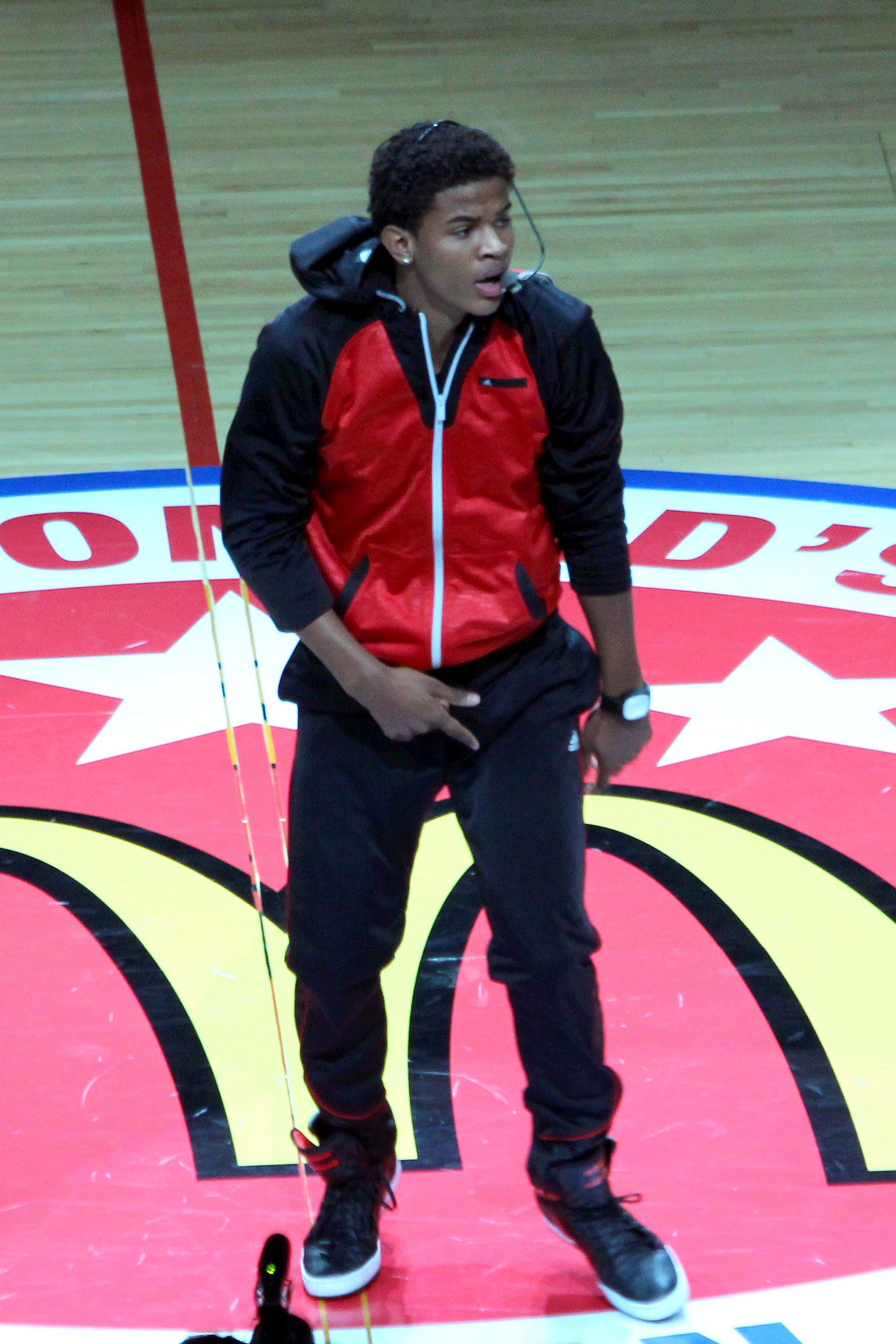
Trevor Jackson
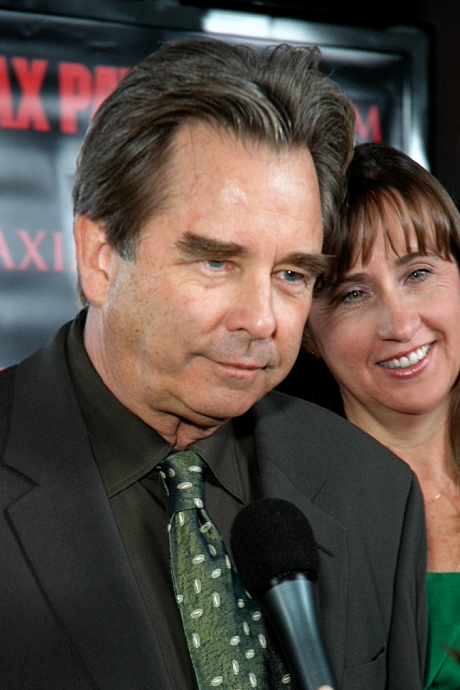
Beau Bridges

## Guest star
- stagione 2, episodio 11: Tyra Banks (Gigi)
- stagione 5, episodio 17: Octavia Spencer (sé stessa)
- stagione 5, episodio 20: Laila Ali (sé stessa)
- Chris Brown
- Stagione 8, episodio 1: Michelle Obama

## Produzione

### Sviluppo e casting

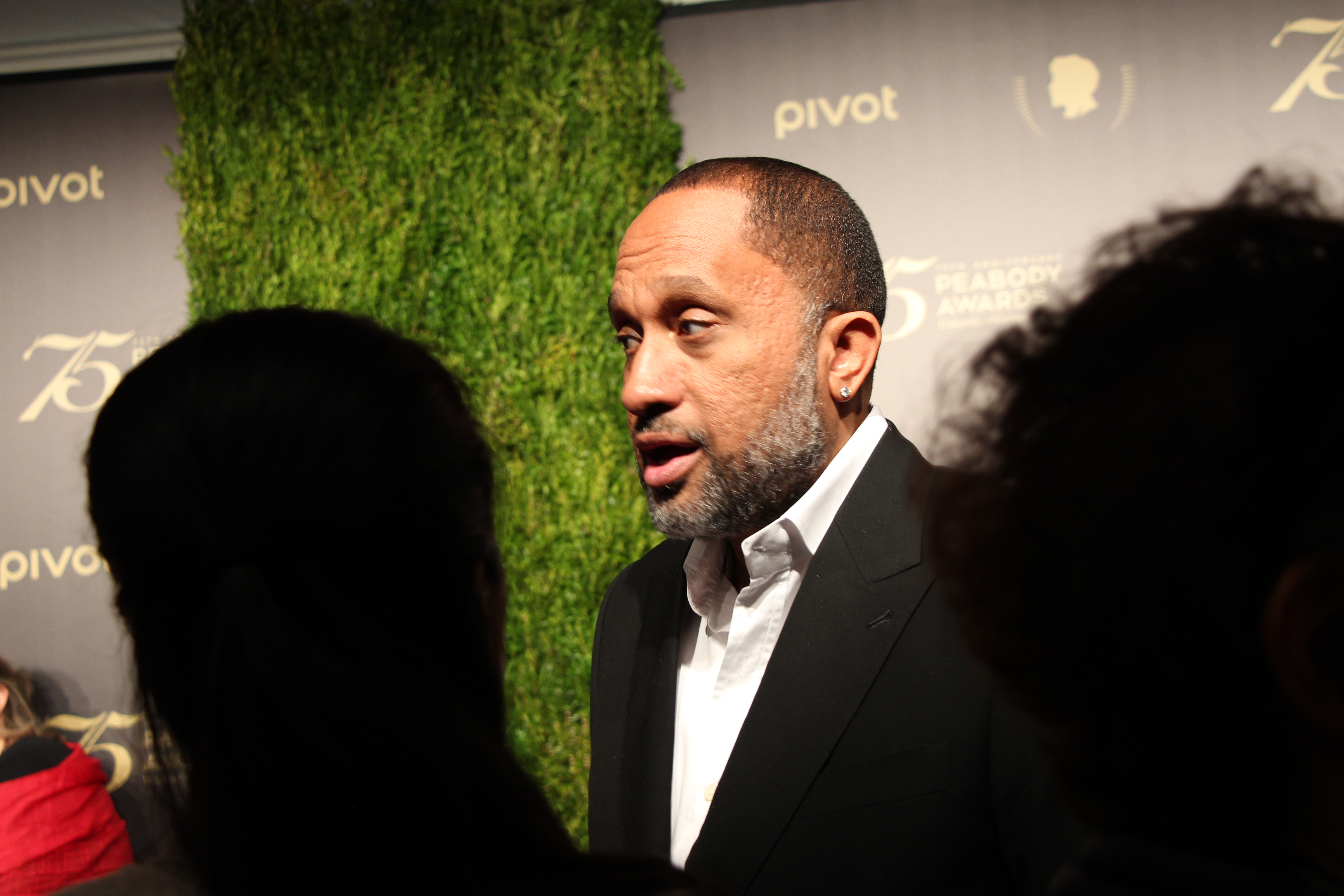
Kenya Barris, il creatore della serie

Il 16 gennaio 2014, l'emittente televisiva ABC commissionò la lavorazione di un episodio pilota. Il primo attore ad entrare nel cast principale fu Anthony Anderson, al principio dell'ottobre 2013, nel ruolo di Andre Johnson Sr.  Due settimane dopo, Larry Wilmore diventò showrunner. Nel febbraio successivo, vennero ingaggiati Laurence Fishburne e Tracee Ellis Ross, rispettivamente interpreti del padre e della moglie di Andre.
L'8 maggio 2014 ABC, dopo aver approvato l'episodio pilota, ordinò ufficialmente di inserire la serie per la stagione televisiva 2014-2015. Qualche giorno dopo, Anderson rese noto che l'allora showrunner Larry Wimore dovette abbandonare il progetto a causa del lavoro ottenuto come presentatore del talk show The Nightly Show with Larry Wilmore.

### Rinnovi
Il 7 maggio 2015, avendo registrato buoni ascolti nel corso della messa in onda, la serie è stata rinnovata per una seconda stagione. Questa, composta da 24 episodi, venne trasmessa dal 23 settembre dello stesso anno.
Il 3 marzo 2016, la serie viene rinnovata anche per una terza stagione. Essa vede la promozione a personaggio principale di Peter Mackenzie.
Il 12 maggio 2017, la serie viene rinnovata anche per una quarta stagione.
L'11 maggio 2018, viene rinnovata per una quinta stagione.
Il 2 maggio 2019, viene rinnovata per una sesta stagione.

### Spin-off

#### Grown-ish
Il 23º episodio della terza stagione, "Liberal Arts", ha funzionato come backdoor pilot per un potenziale spin-off dello stesso titolo, interpretato da Yara Shahidi.
All'inizio di maggio 2017, l'ABC ha approvato il progetto, ma lo ha spostato nel canale Freeform. Il 19 maggio 2017, Freeform ha ordinato ufficialmente 13 episodi sotto il titolo provvisorio di College-ish. Nell'agosto 2017, la serie ha cambiato il titolo in Grown-ish e ha aggiunto Francia Raisa e Jordan Buhat come membri del cast.
La serie ha debuttato il 3 gennaio 2018 con Parnell e Jackson che hanno ripreso i loro ruoli, mentre Emily Arlook sostituirà Mallory Sparks nel ruolo di Miriam.

#### Mixed-ish
Il 2 maggio 2019, è stato annunciato che un secondo spin-off, intitolato Mixed-ish, era stato ordinato dalla ABC. L'episodio "Becoming Bow", doveva essere trasmesso il 7 maggio, all'interno della quinta stagione, ma verrà trasmesso come episodio pilota dello spin-off. L'episodio segue una giovane Bow e la sua famiglia. La serie verrà trasmessa sul network ABC dal 24 settembre 2019.

## Accoglienza

### Ascolti
| Stagione | Episodi | Messa in onda        | Inizio            | Inizio        | Fine           | Fine           | Stagione televisiva | Spettatori generali |
| Stagione | Episodi | Messa in onda        | Data              | Telepettatori | Data           | Telespettatori | Stagione televisiva | Spettatori generali |
| -------- | ------- | -------------------- | ----------------- | ------------- | -------------- | -------------- | ------------------- | ------------------- |
| 1        | 24      | Mercoledì alle 21:30 | 24 settembre 2014 | 11.04         | 20 maggio 2015 | 5.36           | 2014-2015           | 8.49                |
| 2        | 24      | Mercoledì alle 21:30 | 23 settembre 2015 | 7.30          | 18 maggio 2016 | 5.05           | 2015-2016           | 7.22                |
| 3        | 24      | Mercoledì alle 21:30 | 21 settembre 2016 | 6.39          | 10 maggio 2017 | 4.75           | 2016-2017           | 6.61                |
| 4        | 23      | Martedì alle 21:00   | 3 ottobre 2017    | 4.71          | 15 maggio 2018 | 4.96           | 2017-2018           | 5.47                |
| 5        | 23      | Martedì alle 21:00   | 16 ottobre 2018   | 4.10          | 21 maggio 2019 | 2.92           | 2018-2019           | 4.32                |

### Critica
Black-ish ha ricevuto recensioni generalmente positive da parte dalla critica. Sull'aggregatore di recensioni Rotten Tomatoes, la prima stagione registra un indice di gradimento dell'87%, con un voto medio di 7.4/10 e basato su 62 recensioni; il consenso critico recita: «Seppur non abbia un pubblico di riferimento, Black-ish ingrazia con un cast diverso e affascinanti questioni culturali». Su Metacritic la stagione ottiene, invece, un punteggio di 77 su 100, basato su 34 critiche professionali, indicando "recensioni generalmente favorevoli".
| Stagione | Accoglienza          | Accoglienza                              | Accoglienza        | Accoglienza                         |
| Stagione | Rotten Tomatoes      | Rotten Tomatoes - Punteggio del pubblico | Metacritic         | Metacritic - Punteggio del pubblico |
| -------- | -------------------- | ---------------------------------------- | ------------------ | ----------------------------------- |
| 1        | 87% (60 recensioni)  | 68% (625 recensioni)                     | 77 (31 recensionI) | 6.3 (94 recensioni)                 |
| 2        | 90% (10 recensioni)  | 76% (125 recensioni)                     | -                  | 6.9 (19 recensioni)                 |
| 3        | 100% (7 recensioni)  | 73% (57 recensioni)                      | -                  | 7.8 (10 recensioni)                 |
| 4        | 100% (11 recensioni) | 49% (190 recensioni)                     | -                  | 8.6 (7 recensioni)                  |
| 5        | 80% (5 recensioni)   | 54% (71 recensioni)                      | -                  | -                                   |

Il numero di Rolling Stone del 4 dicembre 2014 lo ha definito "una delle uniche commedie della rete che vale la pena guardare", lodando in particolare la performance di Laurence Fishburne.

### Riconoscimenti

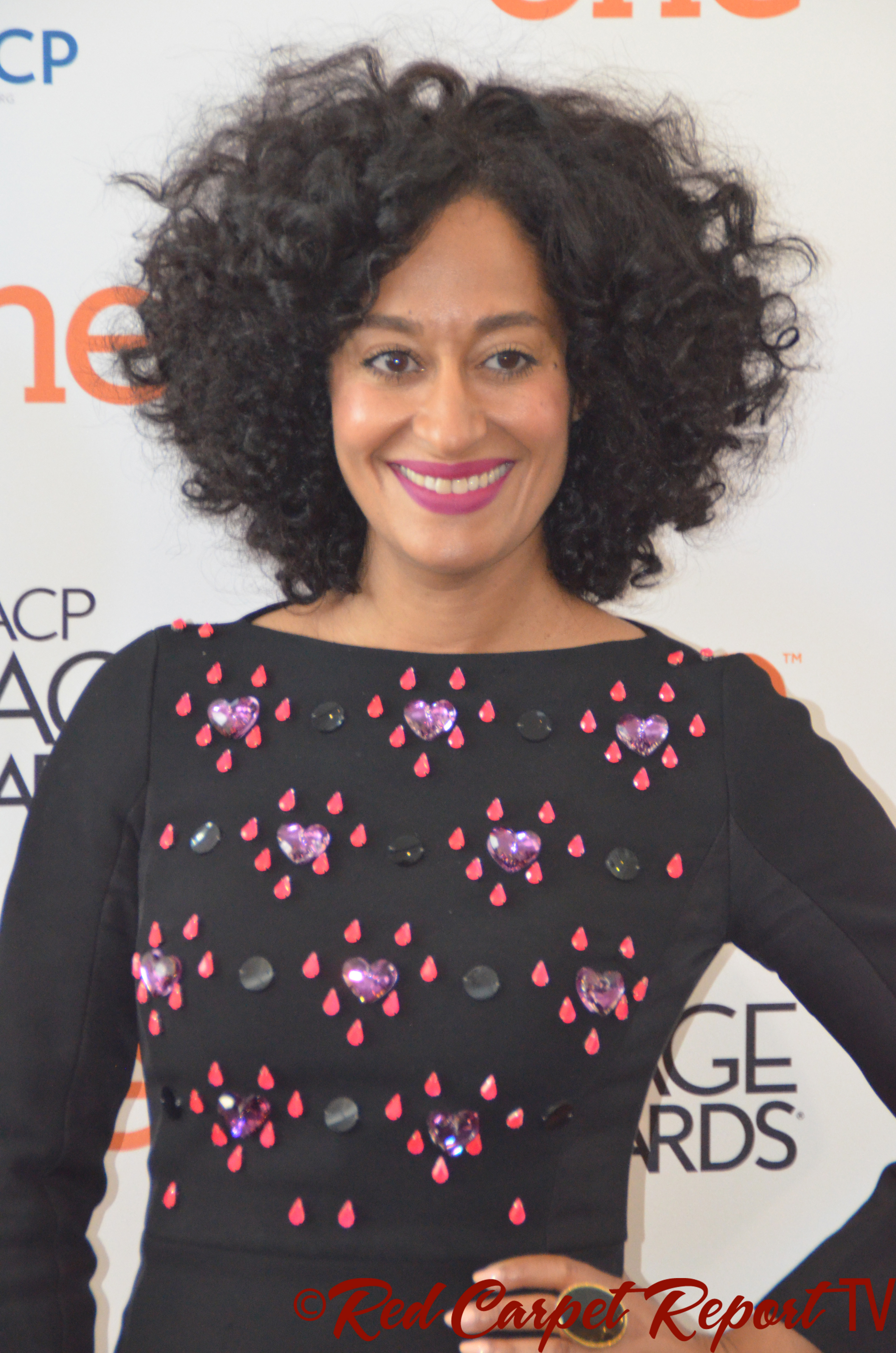
Tracee Ellis Ross, grazie alla sua performance ha vinto nel 2017, il Golden Globe per la miglior attrice in una serie commedia o musicale.

La serie ha ricevuto ben 90 nomination, vincendo 28 premi (1 American Film Institute, 5 NAACP Image Award nel 2015, 1 Peabody Award, 6 NAACP Image Award nel 2016, 1 TCA Award, 1 Golden Globe, 6 NAACP Image Award nel 2017, 1 Young Artist Award, 1 MTV Movie & TV Awards e 5 NAACP Image Award nel 2018).
Grandi elogi furono conferiti alle interpretazioni di Anthony Anderson e Tracee Ellis Ross, entrambi candidati ai Premi Emmy. Ross, in particolare, è stata insignita del Golden Globe per la miglior attrice in una serie commedia o musicale nel 2017, dedicando il disco di ringraziamento alle persone di colore.

#### Vinti
- 2015 - American Film Institute[64]
  - Top 10 TV Shows
- 2015 - NAACP Image Award[65]
  - Miglior serie commedia
  - Miglior attore protagonista in una serie commedia a Anthony Anderson
  - Miglior attrice protagonista in una serie commedia a Tracee Ellis Ross
  - Miglior attrice non protagonista in una serie commedia a Yara Shahidi
  - Miglior attore protagonista in una serie commedia a Laurence Fishburne
- 2015 - Peabody Award[66]
- 2016 - NAACP Image Award[67]
  - Miglior serie commedia
  - Miglior attore protagonista in una serie commedia a Anthony Anderson
  - Miglior attrice protagonista in una serie commedia a Tracee Ellis Ross
  - Miglior attrice non protagonista in una serie commedia a Marsai Martin
  - Miglior performance giovanile a Marcus Scribner
  - Miglior sceneggiatura per una serie commedia a Kenya Barris per l'episodio "La parola con la N"
- 2016 - TCA Awards[68]
  - Miglior serie commedia
- 2017 - Golden Globe[69]
  - Miglior attrice in una serie commedia o musicale a Tracee Ellis Ross
- 2017 - NAACP Image Award[70]
  - Miglior serie commedia
  - Miglior attore protagonista in una serie commedia a Anthony Anderson
  - Miglior attrice protagonista in una serie commedia a Tracee Ellis Ross
  - Miglior attore non protagonista in una serie commedia a Laurence Fishburne
  - Miglior sceneggiatura per una serie commedia a Kenya Barris per l'episodio "Speranza"
  - Miglior performance giovanile a Marsai Martin
- 2017 - Young Artist Award[71]
  - Miglior attore non protagonista a Anthony LaPenna
- 2017 - MTV Movie & TV Awards[72]
  - Miglior storia americana
- 2018 - NAACP Image Award[73]
  - Miglior serie commedia
  - Miglior attore protagonista in una serie commedia a Anthony Anderson
  - Miglior attrice protagonista in una serie commedia a Tracee Ellis Ross
  - Miglior attrice non protagonista in una serie commedia a Marsai Martin
  - Miglior regia per una serie commedia a Anton Cropper per l'episodio "Il 19 giugno"

## Contenuti di commento sociale e politico

### Razzismo
Black-ish tratta non solo del razzismo che i Johnson affrontano come una famiglia afro-americana di classe medio-alta, ma include anche il razzismo degli afro-americani provenienti da una varietà di sfondi negli Stati Uniti d'America. L'episodio pilota inizia introducendo la paura di Dre che i suoi figli siano troppo assimilati al loro ambiente prevalentemente bianco, perdendo la loro cultura nera. L'episodio affronta anche il problema del razzismo che gli afro-americani subiscono sul posto di lavoro quando Dre si entusiasma per una promozione presso la sua agenzia pubblicitaria, che si rivela essere il posto di vicepresidente senior della divisione "urban". In risposta, Dre domanda: "Mi hanno appena incaricato delle cose nere?". Questo episodio solleva la questione di dove viene tracciata la linea in modo che tu non sia definito dalla tua razza, ma la tua cultura rimane comunque pertinente.
Nel 1º episodio della seconda stagione, intitolato "The N-Word", Jack canta "Gold Digger" di Kanye West a scuola, dicendo la parola "negro", contenuta nel testo della canzone stessa. Il resto dell'episodio discute le prospettive generazionali e multiculturali della parola e come ha un significato diverso su persone diverse.

### LGBT
Nel 22º episodio della prima stagione, "Please Don't Ask, Please Don't Tell", viene presentata la sorella minore di Dre, Rhonda, interpretata da Raven-Symoné. Rhonda è una lesbica ma non lo ha mai dichiarato ufficialmente alla sua famiglia. I membri della famiglia lo hanno capito a poco a poco grazie alla fidanzata di Rhonda, tuttavia nessuno lo ha mai riconosciuto. Andre ammette che l'omosessualità è un argomento che la maggior parte degli afroamericani preferisce evitare, a causa dell'omofobia, motivo per cui non ne parla mai con sua sorella. Questo porta Rhonda a non invitare nessuno dei suoi familiari al suo matrimonio e Andre alla fine parla con Rhonda della sua sessualità.

### Brutalità della polizia
Nell'episodio "Hope" della seconda stagione, la serie affronta la brutalità della polizia e del Black Lives Matter mentre la famiglia guarda le notizie che riportano di un fatale scontro tra giovani, neri e uomini con la polizia. Sebbene il caso fosse fittizio, molti nomi reali, come Freddie Gray e Sandra Bland, furono inclusi nella discussione della famiglia. Il formato del dibattito dell'episodio è stato in grado di affrontare entrambi i lati della situazione e non deludere completamente le forze di polizia. Tuttavia, si è appoggiato di più verso il movimento Black Lives Matter. Il formato consentiva anche prospettive di diverse generazioni, sfondi e ideologie. La fine dell'episodio ruotava attorno a un messaggio di speranza e all'importanza di proteste, discussioni e atteggiamenti quando le persone si trovano di fronte a tragedie dalla brutalità della polizia, assassinii, ecc.

### Elezioni
L'episodio "Lemons" della terza stagione affronta la questione delle elezioni presidenziali del 2016. L'episodio è caratterizzato da conversazioni con la famiglia Johnson sull'elezione di Donald Trump alla presidenza. È stato considerato il primo spettacolo mainstream per catturare i sentimenti e la realtà che stanno dietro le elezioni per molte persone. L'episodio è andato in onda poche settimane prima dell'elezione di Trump.